# Āq Kand
Āq Kand (persiska: آقكَند, آغ كَند, آق كند, Āqkand) är en ort i Iran.   Den ligger i provinsen Östazarbaijan, i den nordvästra delen av landet, 300 km nordväst om huvudstaden Teheran. Āq Kand ligger 1 700 meter över havet och antalet invånare är 1 823.
Terrängen runt Āq Kand är lite kuperad.Runt Āq Kand är det ganska glesbefolkat, med 40 invånare per kvadratkilometer. Āq Kand är det största samhället i trakten. Trakten runt Āq Kand består i huvudsak av gräsmarker.